# 小林香菜
小林香菜（日语：小林香菜，1991年5月17日—），是前日本女子團體AKB48的Team B成員。出身於埼玉縣越谷市。

## 人物
- 參加過「AKB48開幕甄選」（選出Team A），在官方部落格中有介紹她是通過書面審查的其中一位。雖然最後沒有選上，不過後來在「第二期AKB48追加成員甄選」中合格成為Team K的成員。
- 非常天然呆的性格。
- 喜歡的歌手是早安少女組。的田中麗奈，喜歡的藝人是上戶彩。
- 自我介紹是「国・数・理・社できませ〜ん。アドリブばかりじゃいけませ〜ん。そして休み時間が得意な女の子と言えば?（かな〜）かなこと小林香菜です」（對國・數・理・社一竅不通，即興演出也不在行，只有休息時間最厲害的女生是？我是暱稱かな的小林香菜）。
- 得意料理是「水煮蛋」。但是因為放進水裡的時間只有15秒，所以沒辦法煮好。香菜說「那是熱水有問題」。（出自週刊Playboy的訪問）
- 為省錢，會把大量的工作慰問品帶回家吃。
- 2009年8月23日在『AKB104選拔成員組閣祭』演唱會的晚場公演中，公布將改組成為Team B的成員。
- 在電影「はい!もしもし、大塚薬局ですが（日语：はい!もしもし、大塚薬局ですが）」（預定2010年夏天上映）中與円城寺あや（日语：円城寺あや）一起初次擔任主角。
- 至2016年4月1日二期生十周年紀念公演，小林香菜為全AKB Group之中公演次數最多的一位，公演次數到達929次。

## 參加AKB48樂曲

### 單曲CD
AKB48名義
|      | 發行日期       | 單曲名稱           | 參與歌曲名稱         | 名義               | 收錄於        | MV | 備註                        |
| ---- | -------------- | ------------------ | -------------------- | ------------------ | ------------- | -- | --------------------------- |
| 01st | 2006年10月25日 | 好想見你           | 好想見你             |                    | 全版本        | ★  | A面曲 出道作品 首次進入選拔 |
| 03rd | 2007年04月18日 | 曾不屑一顧的愛情   | 曾不屑一顧的愛情     |                    | 全版本        | ★  | A面曲                       |
| 14th | 2009年10月21日 | RIVER              | 飛機雲               | Theater Girls      | 全版本        |    |                             |
| 16th | 2010年05月26日 | 馬尾與髮圈         | 我的YELL             | Theater Girls      | Type-A 劇場盤 | ★  |                             |
| 18th | 2010年10月27日 | Beginner           | 哭泣的場所           | DIVA               | Type-B 劇場盤 |    |                             |
| 19th | 2011年12月08日 | 機會的順序         | 機會的順序           |                    | 全版本        | ★  | A面曲                       |
| 19th | 2011年12月08日 | 機會的順序         | 愛的跳躍             | Team B             | Type-B        | ★  |                             |
| 20th | 2011年02月16日 | 變成櫻花樹         | K區域                | DIVA               | Type-B        |    |                             |
| 21st | 2011年05月25日 | Everyday、髮箍     | 人的力量             | Under Girls        | Type-B        |    |                             |
| 23rd | 2011年10月26日 | 風正在吹           | Vamos                | Under Girls 薔薇組 | Type-A        |    |                             |
| 24th | 2011年12月07日 | 崇尚麻里子         | 暱稱Fantasy          | Team B             | Type-B        | ★  |                             |
| 25th | 2012年02月15日 | GIVE ME FIVE!      | 如果是榮格或佛洛伊德 | Special Girls C    | 劇場盤        |    |                             |
| 26th | 2012年05月23日 | 仲夏的Sounds good! | 3滴眼淚              | Special Girls      | 全版本        |    |                             |
| 27th | 2012年08月29日 | 格子花紋           | DoReMiFa音痴         | Next Girls         | Type-A        | ★  |                             |
| 28th | 2012年10月31日 | UZA                | 破壞&重建            | Team K             | Type-K        | ★  |                             |
| 29th | 2012年12月05日 | 永遠的壓力         | 我們的Reason         |                    | 劇場盤        |    |                             |
| 30th | 2013年02月20日 | So long!           | 夕陽瑪麗             | Team K             | Type-K        | ★  |                             |
| 31st | 2013年05月22日 | 再見自由式         | How come?            | Team K             | Type-K        | ★  |                             |
| 33rd | 2013年10月30日 | 真心電流           | 細雪的悔悟           | Team K             | Type-K        | ★  |                             |
| 35th | 2014年02月26日 | 勇往直前           | 戀愛什麼的           |                    | 劇場盤        |    |                             |
| 36th | 2014年05月21日 | 拉布拉多獵犬       | 只到今天的旋律       |                    | 全版本        | ★  |                             |
| 36th | 2014年05月21日 | 拉布拉多獵犬       | 心愛的對手           | Team K             | Type-K        | ★  |                             |
| 38th | 2014年11月26日 | 希望無限           | 第一次兜風           | Team K             | Type-B        | ★  |                             |
| 42nd | 2015年12月09日 | 紅唇Be My Baby     | 金色翅膀的人啊       | Team B             | Type-C        | ★  |                             |

## 組曲
TeamK 1st Stage「PARTY开始了」公演
1. 裙襬飄飄

TeamK 2nd Stage「青春女孩」公演
1. 雨中動物園

TeamK 3rd Stage「脑内天堂」公演
1. 滴溜溜的轉

向日葵组 1st Stage「我的太阳」公演
1. 不要叫我偶像

※河西智美的替補
向日葵组 2nd Stage「不要让梦想死去」公演
1. 隔壁的香蕉

※河西智美的替補
TeamK 4th Stage「最终钟声鸣响」公演
1. 16人姐妹之歌

TeamK 5th Stage「引体后空翻」公演
1. 任性的流星

THEATER G-ROSSO不要让梦想死去公演
1. Bye Bye Bye

※小嶋陽菜・仁藤萌乃・前田亞美的替補
TeamB 5th Stage「劇場的女神」公演
1. 男更衣室
2. 暴風雨之夜※

※小森美果的小組Under

## 演出

### テレビドラマ
- 馬路須加學園 最終話（2010年3月26日、東京電視台） - 飾演 馬路須加女学園學生
- 馬路須加學園2 最終話（2011年7月1日、東京電視台） - 飾演 カナ

### 電視節目
- AKB0時59分!→ AKBINGO!（不定期出演、日本電視台）
- AKB48神TV（家庭劇場（日语：ファミリー劇場））
  - Season1（2008年10月5日・12日）
  - Season2（2009年7月10日・17日<前週的影像>・24日・8月14日・21日）
  - 特別節目2009（2009年12月28日）
  - Season4（2010年8月1日・8日）
  - Season5(2010年11月7日・14日）
- すイエんサー（不定期出演、NHK教育）
- 週刊AKB（不定期出演、東京電視台）
- 熱血BO-SO TV（不定期出演、千葉電視台）
- AKB-級グルメスタジアム（2010年12月5日、食と旅のフーディーズTV）
- スクール Live Show（2011年8月5日・12日、NHK Eテレ）

### 電視劇
- 來自櫻花的信 ～AKB48 各自的畢業故事～（2011年2月26日 - 3月6日，日本電視台） - 飾演 小林香菜

### 廣播節目
- カウントダウン・ジャパン （2006年9月30日・12月30日、TOKYO FM）
- AKB48 明日までもうちょっと。（2007年11月19日 - 不定期、文化放送）
- ON8（2008年11月3日・2009年12月14日、bayfm）
- お台場ファイティーン（2009年4月9日 - 2010年4月8日、デックス東京ベイスタジオ）
- AKB48のオールナイトニッポン（日语：AKB48のオールナイトニッポン）（2010年4月30日（電話）・10月15日、日本放送）
- Tokyo Tower presents DIAMOND VEIL（2011年4月2日 - 、TOKYO FM） - DJ（每週六）
- 333 Fri. from TOKYO TOWER（2011年4月8日 - 、InterFM） - DJ（第2・第4星期五）

### 網站節目
- Image-TV（講談社moura）

### 廣告
- ハナサク・プロジェクト AKB48篇（2008年、リクルート（日语：リクルート））

### 電影
- はい!もしもし、大塚薬局ですが（日语：はい!もしもし、大塚薬局ですが）（2011年4月9日） - 飾演 主角・永作恵美
- Re:Play-Girls 幻影学園（2010年9月25日、アドウェイズピクチャーズ） - 飾演 マミ

### 公開活動
- 大堀めしべ最後の聖戦!〜ハグはめしべを救う!〜（2008年11月15日、秋葉原アソビットMVホール）
- AKB48神TVDVD発売記念イベント（2009年3月15日、石丸電気SOFT1（日语：石丸電気））
- CBC GREEN LIVE（2009年3月21日、CBCホール）
- ウィッチテイル 見習い魔女と7人の姫（2009年5月2日、AKIHABARAゲーマーズ（日语：ゲーマーズ）本店8Fイベントスペース）

### 舞台
- SHINKA〜心華〜 Episode2（2009年9月8日 - 11日、Theater Green）
- 桃色書店へようこそ（2010年4月14日、Theater Green）

### DVD
- くるくる伝説（2009年5月25日發售、ワニブックス）

## 書籍

### 雜誌
- UP to boy（日语：UP to boy）（2008年 - 、ワニブックス（日语：ワニブックス）） - 「小林香菜のよのなか入門」連載中

### 手機寫真集
1. 小林香菜 どきどき☆グラビア入門!（2009年3月6日配信開始、Handy寫真集） - 配信開始1個月內販賣1000套的話，就會發售影像DVD以及在UP to boy（日语：UP to boy）上連載寫真照。

## 外部連結
- （日語）基本檔案（AKB48官方網站） （页面存档备份，存于）
- （日語）基本檔案（FLAVE ENTERTAINMENT）
- （日語）基本檔案（Yahoo!JAPAN）
- （日語）小林香菜Blog「脱おバカ ブログ」 Powered by Ameba （页面存档备份，存于）
- （日語）1LDK6人暮らしのブログ 秋元才加・梅田彩佳・奥真奈美・小林香菜・増田有華・宮澤佐江 Blog by Ameba （页面存档备份，存于）（舊）
- （日語）小林香菜 (Kobayashikana48)的X（前Twitter）
- 小林香菜的新浪微博